# Atmospheric Environment
Atmospheric Environment ist eine in 18 Ausgaben jährlich erscheinende begutachtete wissenschaftliche Fachzeitschrift, die seit 1967 von Elsevier herausgegeben wird. Chefredakteurin ist Jian Zhen Yu.
Die Zeitschrift publiziert Arbeiten, die sich mit Luftverschmutzung von atmosphärischer Bedeutung befassen. Dazu zählen Schadstofffreisetzungen in Form von gasförmigen Stoffen oder Partikeln, chemische Prozesse und physikalische Effekte auf die Atmosphäre wie auch die Auswirkungen einer veränderten Atmosphäre auf die menschliche Gesundheit, Luftqualität, Klimawandel und Ökosysteme. Neben Original-Research- und Review-Artikel werden u. a. auch Spezialausgaben und Supplement-Bände publiziert.
Der Impact Factor lag im Jahr 2016 bei 3,629, der fünfjährige Impact Factor bei 3,948. Damit lag die Zeitschrift beim zweijährigen Impact Factor auf Rang 49 von 229 wissenschaftlichen Zeitschriften in der Kategorie „Umweltwissenschaften“ und auf Rang 16 von 85 Zeitschriften in der Kategorie „Meteorologie und Atmosphärenwissenschaften“.